# Comitas bolognai
Comitas bolognai é uma espécie de gastrópode do gênero Comitas, pertencente a família Pseudomelatomidae.